# Xenotrichulidae
Famille
Les Xenotrichulidae sont une famille de gastrotriches.

## Liste des sous-familles et genres
Selon World Register of Marine Species (22 juin 2025) :
- sous-famille des Draculiciterinae Ruppert, 1979
  - genre Draculiciteria Hummon, 1974
- sous-famille des Xenotrichulinae Remane, 1927
  - genre Heteroxenotrichula Wilke, 1954
  - genre Xenotrichula Remane, 1927

## Systématique
Cette famille a été décrite en 1927 par Remane.

## Publication originale
- (de) Remane, « Xenotrichula velox no. gen., nov. spec., ein chaetonotoides Gastrotrich mit männlichen Geschlechtsorganen (6. Beitrag zur Fauna der Kieler Bucht.) », Zoologischer Anzeiger, 1927, vol. 71, no 3, p. 289-294.